# 383
383（三百八十三、さんびゃくはちじゅうさん）は自然数、また整数において、382の次で384の前の数である。

## 性質
- 383は76番目の素数である。1つ前は379、次は389。
  - 約数の和は384。
- 15番目の安全素数である。1つ前は359、次は467。
- 48番目の回文数である。1つ前は373、次は393。
  - 14番目の回文素数である。1つ前は373、次は727。
- 30番目の左切り捨て可能素数である。1つ前は373、次は397。
- 383 = 383 + 0 × ω (ωは1の虚立方根)
  - a + 0 × ω (a > 0) で表される39番目のアイゼンシュタイン素数である。1つ前は359、次は389。
- 383 = 383 + 0 × i (iは虚数単位)
  - a + 0 × i (a > 0) で表される40番目のガウス素数である。1つ前は379、次は419。
  - ガウス素数かつアイゼンシュタイン素数である19番目の素数である。1つ前は359、次は419。
- オイラーの示した素数を導く式 n2+ n + 41 で導き出せる19番目の素数である。1つ前は347、次は421。
- 3 と 8 を使った2番目の素数である。1つ前は83、次は883。(オンライン整数列大辞典の数列 A020464)
  - 38…83 の形の最小の素数である。次は3888888888883。(オンライン整数列大辞典の数列 A056256)
- 末尾の2桁が83の3番目の素数である。1つ前は283、次は683。(オンライン整数列大辞典の数列 A244776)
- 各位の和が14になる25番目の数である。1つ前は374、次は392。
  - 各位の和が14になる数で素数になる8番目の数である。1つ前は347、次は419。(オンライン整数列大辞典の数列 A106756)
- 1/383 は循環節の長さが382の循環小数になる。
  - 逆数が循環小数になる数で循環節が382になる最小の数である。次は766。
  - 循環節が n −1 である巡回数を作る28番目の素数である。1つ前は379、次は389。
  - 循環節が n になる最小の数である。1つ前の381は507519、次の383は852559。(オンライン整数列大辞典の数列 A003060)
- 383 = 6 × 26 − 1
  - 6番目のウッダル数である。1つ前は159、次は895。(オンライン整数列大辞典の数列 A003261)
  - 3番目のウッダル素数である。1つ前は23、次は32212254719。(オンライン整数列大辞典の数列 A050918)
  - 383 = 3 × 27 − 1
    - n = 7 のときの 3 × 2n − 1 の値(サビット数（英語版）)とみたとき1つ前は191、次は767。(オンライン整数列大辞典の数列 A055010)
- 383 = 23 + 53 + 53 + 53
  - 4つの正の数の立方和で表せる91番目の数である。1つ前は379、次は386。(オンライン整数列大辞典の数列 A003327)

## その他 383 に関連すること
- 西暦383年
- 紀元前383年
- JR東海383系電車